# Isandra (royaume)
Entités suivantes :
- Royaume d'Imerina

Le royaume de l'Isandra est l'un des anciens royaumes de la région Betsileo, situé dans la vallée de la Matsiatra, au centre-sud de Madagascar. Ce royaume a vu le jour au début du XVIIIe siècle, fondé par Ralambo (également appelé Ralambovitaony), un prince de Lalangina, qui s'installa dans la vallée de l'Isandra après avoir été chassé par son père, Raompepanarivo. Le développement de ce royaume a été marqué par l'expansion vers l'ouest, notamment avec la création des cités fortifiées de Mahazoarivo et de Fanjakana, et par la colonisation progressive de la région par les Betsileo.

## Le règne d'Andriamanalimbetany
Le roi le plus célèbre de l'Isandra est Andriamanalimbetany, petit-fils de Ralambo, qui régna vers 1750. Andriamanalimbetany est souvent comparé à Andrianampoinimerina, célèbre roi de l'Imerina, pour sa sagesse et sa prévoyance. Sous son règne, l'Isandra prospéra grâce à l'exploitation agricole, en particulier la riziculture, dans la riche vallée de la Matsiatra. La force économique du royaume était aussi soutenue par l'élevage de troupeaux et la production artisanale, notamment l'élevage des vers à soie et la fabrication des étoffes.
Andriamanalimbetany était également un pacifiste. Alors que les commerçants Vazaha (étrangers) apportaient des objets tels que des couteaux et des fusils, il refusa l'introduction des armes à feu, préférant ne conserver qu'un seul canon, utilisé lors des grandes festivités. Il organisa son royaume, construisit plusieurs palais en bois, et contrôlait les échanges avec les Vazaha, qui offraient des objets précieux en échange d'esclaves.
Le règne d'Andriamanalimbetany fut marqué par des campagnes militaires contre ses voisins, notamment contre le royaume de Lalangina, consolidant ainsi son prestige. Il fit ériger des vatolahy (pierres levées) dans les terres qu'il contrôlait pour attester de sa suzeraineté. Ces pierres, qui peuvent encore être observées dans les régions de l'ouest et du sud de Madagascar, sont des symboles de sa puissance et de son autorité,,.

## Déclin du royaume
Le royaume de l'Isandra commença à décliner à la mort d'Andriamanalimbetany. Son fils, Andriamanalina II, dut faire face à des attaques extérieures et à des troubles internes. Son successeur, Andriamanalina III, affaibli, se rallia à Andrianampoinimerina, roi d'Imerina. Ce ralliement marqua la fin de l'indépendance de l'Isandra et son inclusion dans le processus d'unification de Madagascar sous la domination merina.

## Héritage et patrimoine
Aujourd'hui, le district d'Isandra cherche à valoriser son patrimoine historique à travers des projets de restauration des vestiges du royaume, notamment les palais en bois construits sous Andriamanalimbetany, et en mettant en avant les traditions associées aux souverains de l'Isandra. Des initiatives touristiques sont en cours, en collaboration avec des associations locales, pour faire revivre cette histoire et en faire un atout économique pour la région.